# Питирим
Питири́м — мужское имя  (греч. Πιτυροῦν); используется преимущественно как монашеское.
Носители — Питирим (значения)